# Lista över gränsövergångsställen vid Schengenområdets yttre gränser
Denna lista över gränsövergångsställen vid Schengenområdets yttre gränser innefattar samtliga gränsövergångsställen vid de yttre gränserna. De yttre gränserna innefattar Schengenområdets gränser mot alla länder utanför Schengenområdet, inklusive de medlemsstater inom Europeiska unionen som står utanför Schengensamarbetet eller ännu inte har anslutit sig till Schengenområdet. Öppettiderna för gränsövergångsställena kan variera.

## Lista
| Typ av gränsövergångsställe     |                                                               |
| Vägar för all typ av vägtrafik  | Vägar för all typ av vägtrafik eller enbart lokal gränstrafik |
| Färjeöverfarter                 | Färjeöverfarter                                               |
| Järnvägar och järnvägsstationer | Järnvägar och järnvägsstationer                               |
| Hamnar                          | Hamnar (inklusive kust-, flod- och insjöhamnar)               |
| Flygplatser                     | Flygplatser (inklusive flygfält och helikopterterminaler)     |

| Medlemsstat     | Vägar för all typ av vägtrafik eller enbart lokal gränstrafik | Färjeöverfarter | Järnvägar och järnvägsstationer | Hamnar | Flygplatser | Yttre landgräns mot                          | Anmärkningar                                 | Ref.   |
| --------------- | ------------------------------------------------------------- | --------------- | ------------------------------- | ------ | ----------- | -------------------------------------------- | -------------------------------------------- | ------ |
| Belgien         | 0                                                             | 0               | 1                               | 6      | 6           | Storbritannien                               |                                              | [ 2 ]  |
| Bulgarien       | 11                                                            | 0               | 2                               | 11     | 5           | Nordmakedonien, Serbien, Turkiet             |                                              | [ 3 ]  |
| Danmark         | 0                                                             | 0               | 0                               | 134    | 41          | –                                            | Inkluderar Färöarna och Grönland             | [ 4 ]  |
| Estland         | 5                                                             | 0               | 2                               | 32     | 7           | Ryssland                                     |                                              | [ 5 ]  |
| Finland         | 14                                                            | 0               | 2                               | 50     | 24          | Ryssland                                     |                                              | [ 6 ]  |
| Frankrike       | 2                                                             | 0               | 10                              | 33     | 82          | Storbritannien                               | Inkluderar Monaco, öppen gräns mot Andorra   | [ 8 ]  |
| Grekland        | 15                                                            | 0               | 4                               | 60     | 28          | Albanien, Nordmakedonien, Turkiet            |                                              | [ 8 ]  |
| Island          | 0                                                             | 0               | 0                               | 30     | 4           | –                                            |                                              | [ 9 ]  |
| Italien         | 0                                                             | 0               | 0                               | 111    | 52          | –                                            | Öppen gräns mot San Marino och Vatikanstaten | [ 10 ] |
| Kroatien        | 53                                                            | 4               | 7                               | 8      | 9           | Bosnien och Hercegovina, Montenegro, Serbien |                                              | [ 11 ] |
| Lettland        | 6                                                             | 0               | 3                               | 10     | 5           | Belarus, Ryssland                            |                                              | [ 5 ]  |
| Liechtenstein   | 0                                                             | 0               | 0                               | 0      | 0           | –                                            |                                              |        |
| Litauen         | 18                                                            | 4               | 5                               | 2      | 4           | Belarus, Ryssland                            |                                              | [ 6 ]  |
| Luxemburg       | 0                                                             | 0               | 0                               | 0      | 1           | –                                            |                                              | [ 2 ]  |
| Malta           | 0                                                             | 0               | 0                               | 3      | 1           | –                                            |                                              | [ 2 ]  |
| Nederländerna   | 0                                                             | 0               | 2                               | 12     | 11          | Storbritannien                               |                                              | [ 12 ] |
| Norge           | 1                                                             | 0               | 0                               | 76     | 26          | Ryssland                                     |                                              | [ 2 ]  |
| Polen           | 19                                                            | 1               | 14                              | 19     | 20          | Belarus, Ryssland, Ukraina                   |                                              | [ 8 ]  |
| Portugal        | 0                                                             | 0               | 0                               | 22     | 9           | –                                            |                                              | [ 13 ] |
| Rumänien        | 20                                                            | 2               | 9                               | 11     | 17          | Moldavien, Serbien, Ukraina                  |                                              | [ 14 ] |
| Schweiz         | 0                                                             | 0               | 0                               | 0      | 19          | –                                            |                                              | [ 15 ] |
| Slovakien       | 3                                                             | 0               | 2                               | 0      | 9           | Ukraina                                      |                                              | [ 16 ] |
| Slovenien       | 0                                                             | 0               | 0                               | 2      | 3           | –                                            |                                              | [ 8 ]  |
| Spanien         | 4                                                             | 0               | 0                               | 34     | 43          | Marocko, Storbritannien                      | Öppen gräns mot Andorra                      | [ 11 ] |
| Sverige         | 0                                                             | 0               | 0                               | 102    | 31          | –                                            |                                              | [ 4 ]  |
| Tjeckien        | 0                                                             | 0               | 0                               | 0      | 19          | –                                            |                                              | [ 20 ] |
| Tyskland        | 0                                                             | 0               | 0                               | 51     | 101         | –                                            |                                              | [ 14 ] |
| Ungern          | 33                                                            | 4               | 12                              | 0      | 14          | Serbien, Ukraina                             |                                              | [ 21 ] |
| Österrike       | 0                                                             | 0               | 0                               | 0      | 58          | –                                            |                                              | [ 22 ] |
| Schengenområdet | 204                                                           | 15              | 75                              | 819    | 649         | –                                            |                                              |        |

Utöver ovanstående gränsövergångsställen vid Schengenområdets yttre gränser omfattas även Cyperns gränsövergångsställen av Schengenregelverkets bestämmelser om de yttre gränserna. Landet kommer att ansluta sig till Schengenområdet så snart Europeiska unionens råd enhälligt anser att det uppfyller de tekniska kriterierna för detta.
| Medlemsstat | Vägar för all typ av vägtrafik eller enbart lokal gränstrafik | Färjeöverfarter | Järnvägar och järnvägsstationer | Hamnar | Flygplatser | Yttre landgräns mot               | Anmärkningar                          | Ref.  |
| ----------- | ------------------------------------------------------------- | --------------- | ------------------------------- | ------ | ----------- | --------------------------------- | ------------------------------------- | ----- |
| Cypern      | 0                                                             | 0               | 0                               | 7      | 2           | Nordcypern, Akrotiri och Dhekelia | Öppen gräns mot Akrotiri och Dhekelia | [ 2 ] |